# Мідлендс (Зімбабве)
Мідлендс (англ. Midlands) — провінція в Зімбабве. Адміністративний центр провінції — Гверу, одне з найбільших міст країни.

## Географія
Провінція Мідлендс розташована в центральній частині Зімбабве. Площа її дорівнює 49 166 км².

## Населення
За даними на 2013 рік чисельність населення складає 1 591 276 осіб. У Мідлендсі проживають представники всіх великих етнічних груп Зімбабве — шона, ндебеле, тсвана, суто.
Динаміка чисельності населення провінції по роках:
| 1982      | 1992      | 2002      | 2013      |
| --------- | --------- | --------- | --------- |
| 1 091 844 | 1 292 211 | 1 466 331 | 1 591 276 |

## Адміністративний поділ

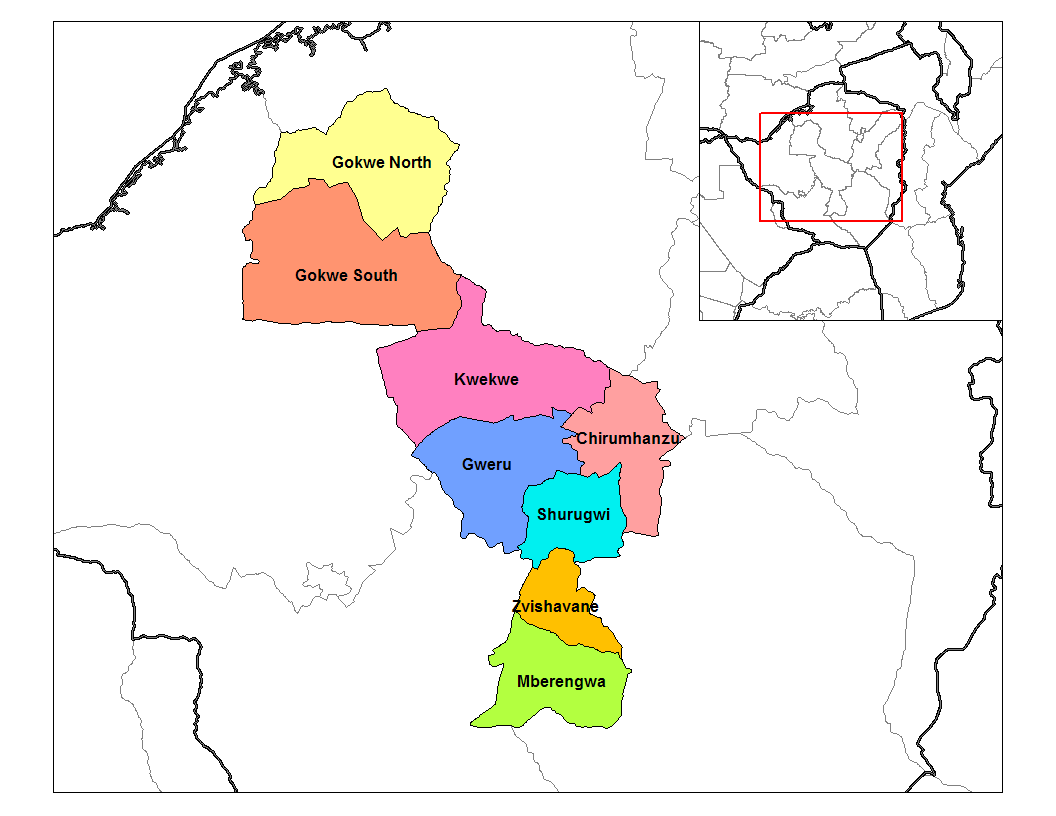
Райони провінції Мідлендс

В адміністративному плані провінція Мідлендс розділена на вісім районів: Мберенгва, Звішаване, Північне Гокве, Південне Гокве, Гверу, Чирумханзу, Шуругві, Квекве.

## Економіка
Через територію провінції простягнувся багатий рудними родовищами геологічний розлом Грейт-Дайк. Тут розміщені багатющі в Зімбабве родовища золота. Найбільшим промисловим центром провінції є місто Квекве, де зосереджені гірничо-металургійні, металообробні та хімічні підприємства. У районах Мідлендса, що не входять в регіон Грейт-Дайк, розвинене сільське господарство; в районі Гокве, зокрема — вирощування бавовнику.